# Novye Tsjerjomoesjki
Novye Tsjerjomoesjki (Russisch: Новые Черёмушки, uitspraakⓘ) is een station aan de Kaloezjsko-Rizjskaja-lijn van de Moskouse metro. Het station opende op 13 oktober 1962 in de gelijknamige buurt, een van de eerste twee grootschalige woningbouwprojecten van Nikita Chroesjtsjov. De naam is afgeleid van het 16e-eeuwse dorp Tsjerjomoesjki dat hier vroeger lag. In maart 2002 werden gemiddeld 52.800 reizigers per dag geteld.

## Ligging en inrichting

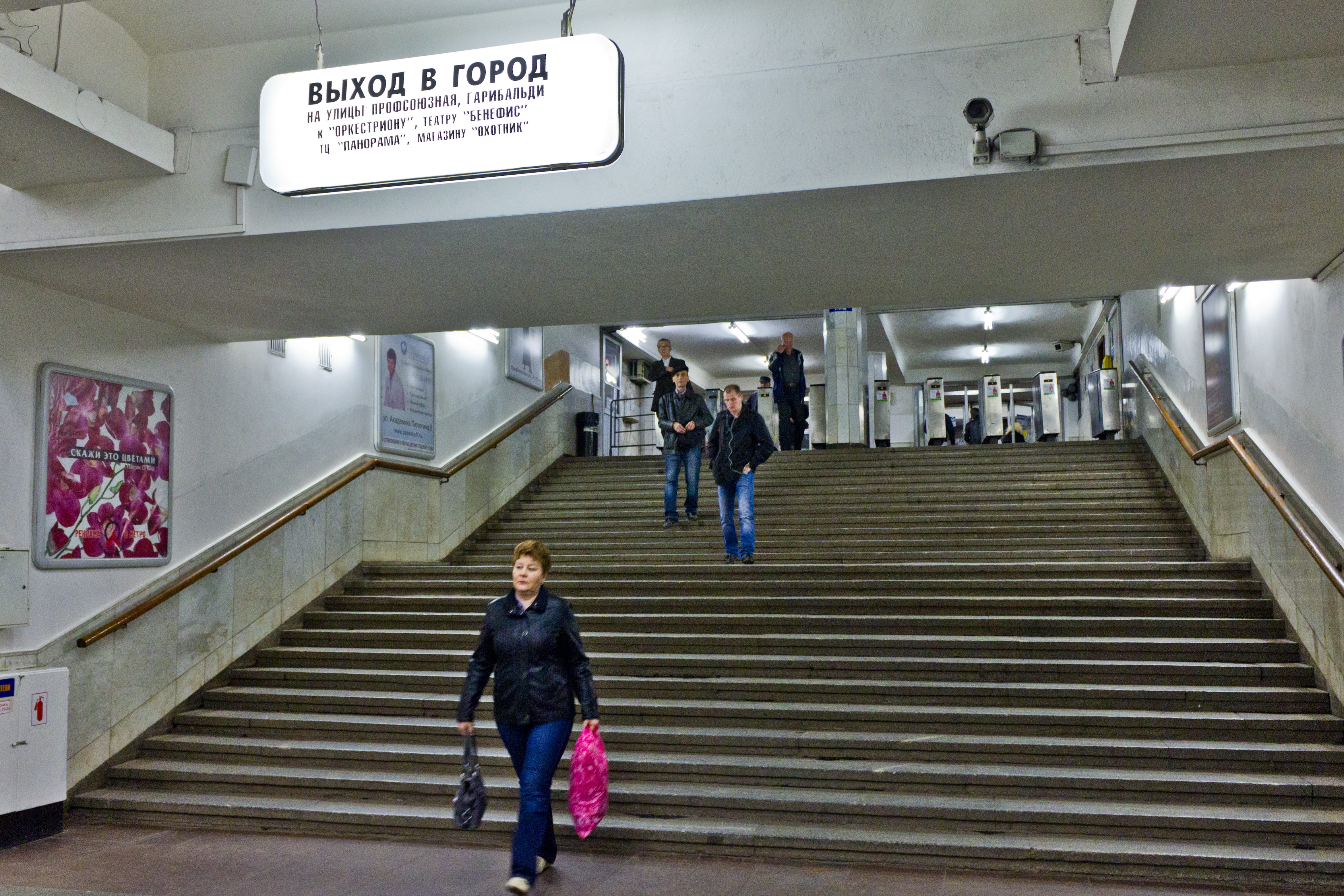
De trappen tussen voetgangerstunnel en perron
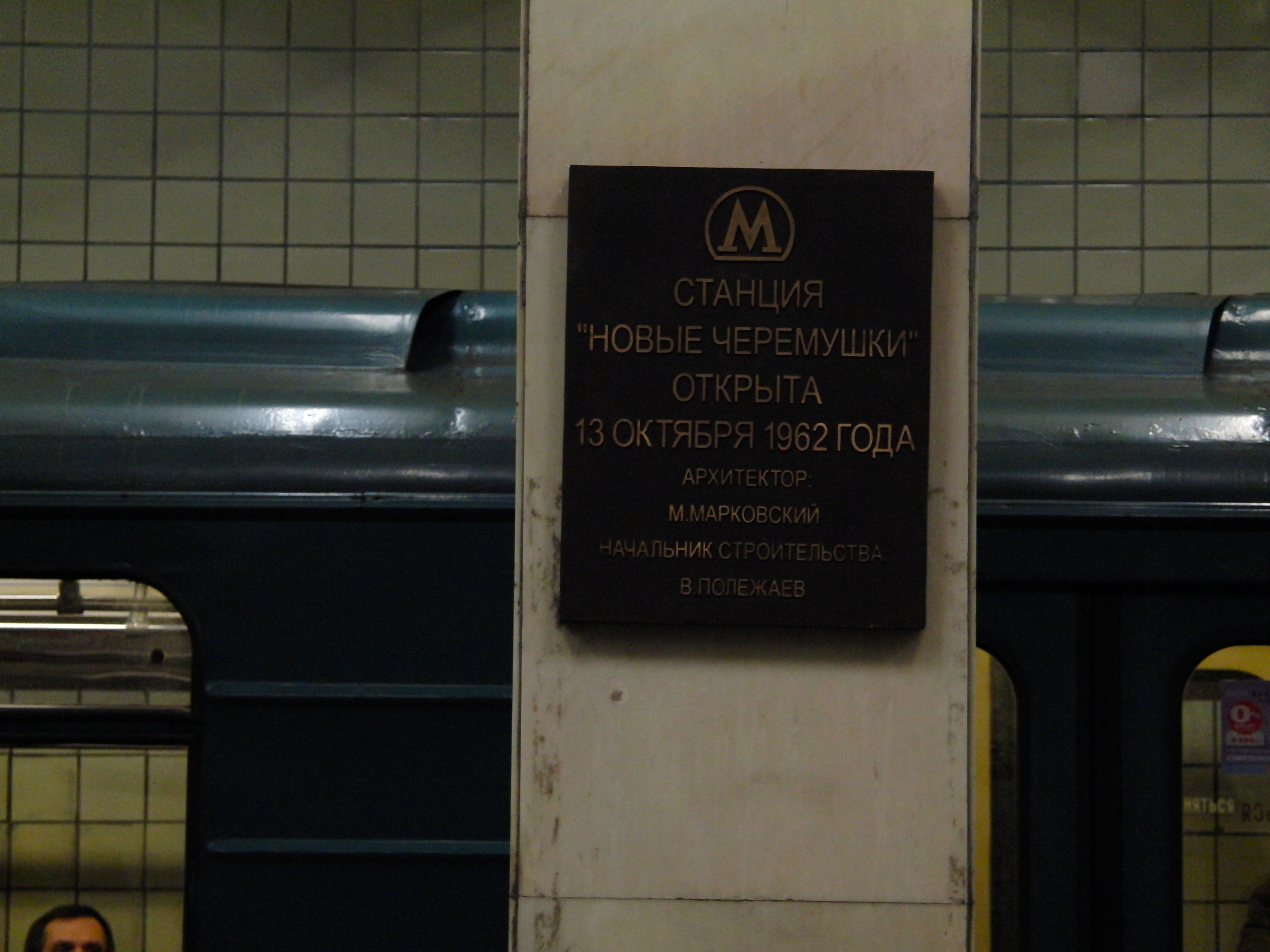
Het officiële naambord
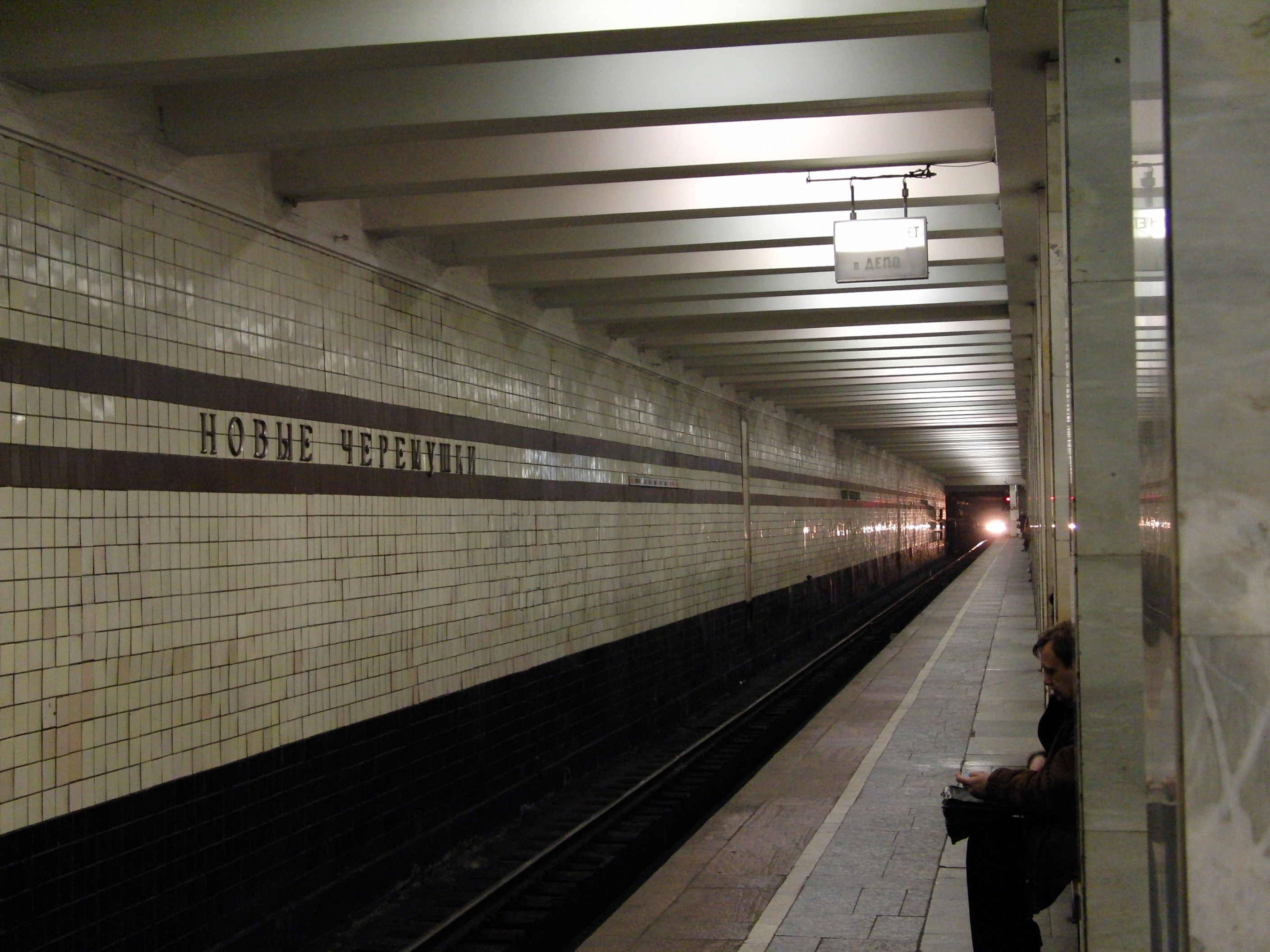
Het perron

Het station kent geen toegangsgebouwen maar het perron is aan beide uiteinden verbonden met een voetgangerstunnel onder de Profsojoeznajastraat. De voetgangerstunnel aan de noordkant heeft vier toegangen vlak ten noorden van de Garibaldistraat, die aan de zuidkant liggen vlak bij de Akademika Poljakovastraat. Het ondiep gelegen zuilenstation ligt 7 meter onder straatniveau en is gebaseerd op het standaard ontwerp, de duizendpoot, voor een ondergrondsstation. De zuilen staan in twee rijen van 40 met een onderlinge afstand van 4 meter. Ze zijn bekleed met geel marmer en het perron zelf bestaat uit grijs en rood graniet.De tunnelwanden zijn boven de perronhoogte betegeld met witte tegels, daaronder met zwarte. Het station was bij de opening het zuidelijke eindpunt van de lijn en ten zuiden van het perron liggen dan ook keersporen. Op 15 april 1964 werd het depot van de lijn geopend en werd in het depot een perron als zuidelijk eindpunt in gebruik genomen. De keersporen dienen sindsdien als toerit van en naar het depot, de doorgaande sporen naar het zuiden liggen aan de buitenkant en verwerken sinds 1974 de normale metrodienst.

## Brand
Op 7 maart 2016 brak er rond 14:00 uur brand uit bij de noordelijke toegang. Volgens officiële gegevens was er brand in een relaiskast waardoor ook de beveiliging op het zuidelijke deel van de Kaloezjsko-Rizjskaja-lijn uitviel. Er werd een beperkte treindienst afgekondigd voor de periode tot 12:00 uur op 12 maart tussen Oktjabrskaja en Tjoply Stan. Tussen Tjoply Stan en Novojasenevskaja mocht alleen in zuidelijke richting gereisd worden. De stations Sjabolovskaja en Akademitsjeskaja werden tijdens de spits, 7:00 tot 10:30 uur en 16:00 tot 21:00 uur, gesloten. De normale dienst werd al op 11 maart hervat met uitzondering van Novye Tsjerjomoesjki waar de herstelwerkzaamheden aan de zuidkant tot 5:30 uur op 14 maart duurden.